# مقاطعة بيكنز (كارولينا الجنوبية)
مقاطعة بيكنز هي مقاطعة في كارولاينا الجنوبية، في الولايات المتحدة الأمريكية، بلغ عدد سكانها 119,224  نسمة في 2010، عاصمتها بيكنز، تبلغ مساحتها 1,326 كيلومتر مربع.

## الموقع
تشترك في الحدود مع:
- مقاطعة ترانسيلفانيا
- مقاطعة أندرسون.

## التقسيمات الإدارية
- بيكنز.

## أعلام
- بنجامين فرانكلين بيري
- جو جاكسون الحافي
- جوزيف ايمرسون براون
- ويليام إدوارد بارتون
- تشارلز إتش باركر